# Condoleezza Rice
Condoleezza Rice (Birmingham, 14 novembre 1954) è una politica, diplomatica e politologa statunitense.
È stata Segretaria di Stato degli Stati Uniti dal 2005 al 2009 durante la presidenza Bush Jr., nonché la prima donna afroamericana a ricoprire tale carica, la seconda persona afroamericana dopo Colin Powell (che ricoprì la carica dal 2001 al 2005) e la seconda donna dopo Madeleine Albright (che ricoprì il ruolo dal 1997 al 2001 durante la presidenza di Bill Clinton).
Rice rivestì il ruolo di Consigliera per la sicurezza nazionale (National Security Advisor) nella prima amministrazione Bush. Prima di entrare in politica, è stata docente di Scienze politiche e provost (vice-rettore) alla Stanford University. Nella presidenza di George H. W. Bush, Condoleezza Rice è stata consigliera dei rapporti con l'Unione Sovietica e l'Europa dell'est nel periodo della dissoluzione dell'Unione Sovietica e la riunificazione della Germania.

## Biografia

### Educazione e carriera accademica
Nata in Alabama e cresciuta nei dintorni di Titusville (sobborgo della città di Birmingham), Rice è l'unica figlia di un reverendo presbiteriano, John Wesley Rice Jr. (morto nel dicembre 2000 all'età di 77 anni), e della moglie Angelena Ray (morta di cancro al seno nell'agosto 1985 all'età di 61 anni). Il reverendo Rice era consigliere alla Ullman High School e ministro della Chiesa presbiteriana di Westminster, fondata dal proprio padre, e Angelena era insegnante di scienze, musica e oratoria nella medesima scuola. Condoleezza (il cui nome deriva dalla storpiatura dell'espressione italiana, usata in musica classica, "con dolcezza") imparò a suonare il pianoforte dalla propria madre, la quale diceva che "la musica fa diventare amici", e lo suona tuttora in modo eccellente.
Maturò le sue prime esperienze toccando con mano le ingiustizie delle leggi e degli atteggiamenti discriminatori esistenti a Birmingham. Entrò all'università all'età di quindici anni, giovanissima, laureandosi in Scienze politiche presso l'Università di Denver nel 1974. Nel 1975, ottenne un master presso l'Università di Notre Dame (Indiana). Sviluppò il suo interesse per l'Unione Sovietica e le relazioni internazionali frequentando un corso di Politica internazionale tenuto da Josef Korbel (padre di Madeleine Albright, futuro Segretario di Stato statunitense), che Rice avrebbe poi descritto come una figura centrale nella sua vita.
Dal 1981, Rice iniziò la carriera accademica all'Università di Stanford, prima come assistente di Scienze politiche (1981-1987), poi come professore associato (1987-1993), infine come professore ordinario di Scienze politiche (1993-luglio 2000). È stata provost (vice-rettore) della Stanford University dal 1991 al 1993.

### Carriera politica

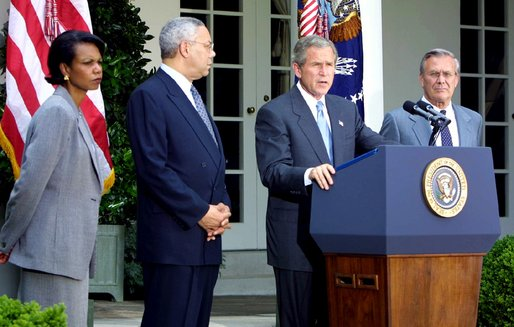
Condoleezza Rice nel 2002 con George W. Bush, il Segretario di Stato Powell e il Segretario alla Difesa Rumsfeld.

Entra alla Casa Bianca nel 1989, nominata Responsabile della direzione Russia e Paesi dell'est dall'allora consigliere per la sicurezza nazionale, il generale Brent Scowcroft. Nel 1990 è la principale consigliera del Presidente George H. W. Bush per gli affari sovietici. In tale veste, si è spesa presso Bush e il suo segretario di Stato James Baker per la riunificazione tedesca.

#### Consigliere per la sicurezza nazionale
Il 17 dicembre 2000 diventa Consigliera per la sicurezza nazionale nell'amministrazione del Presidente George W. Bush, è la seconda donna a ricoprire questo incarico. Il suo staff l'ha soprannominata "principessa guerriera" a causa della sua forte personalità accompagnata da maniere educate.

##### 11 settembre 2001
Dopo gli attentati dell'11 settembre 2001, Rice è stata incaricata di delineare una nuova politica di sicurezza nazionale includendo la difesa missilistica, ma minimizzando alquanto la minaccia del terrorismo internazionale. Nel marzo 2004, Rice ha rifiutato di testimoniare davanti alla 9/11 Commission; posto sotto pressione, Bush ha infine accettato di permetterle di testimoniare.

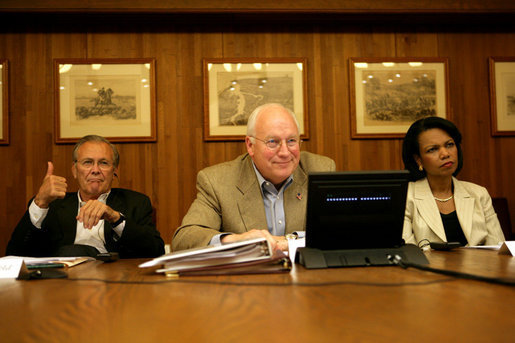
Rumsfeld, Cheney e Rice

##### La guerra in Iraq
Vicina alle tesi della guerra preventiva care ai neoconservatori, ma su posizioni più sfumate rispetto ai "falchi" quali il Vicepresidente Dick Cheney e il Segretario alla Difesa Donald Rumsfeld, Rice è stata una sostenitrice dell'invasione dell'Iraq nel 2003, dietro la falsa accusa di possesso di armi di distruzione di massa da parte del regime di Saddam Hussein.
Nel dicembre 2002, dopo che l'Iraq aveva dichiarato presso l'Organizzazione delle Nazioni Unite di non possedere simili armi, Rice aveva scritto un editoriale per il New York Times dal titolo Perché sappiamo che l'Iraq sta mentendo. Tuttavia, dopo l'invasione, quando divenne chiaro che l'Iraq non aveva la capacità di produrre armi di distruzione di massa, numerose voci hanno criticato le affermazioni di Rice.

#### Segretario di Stato

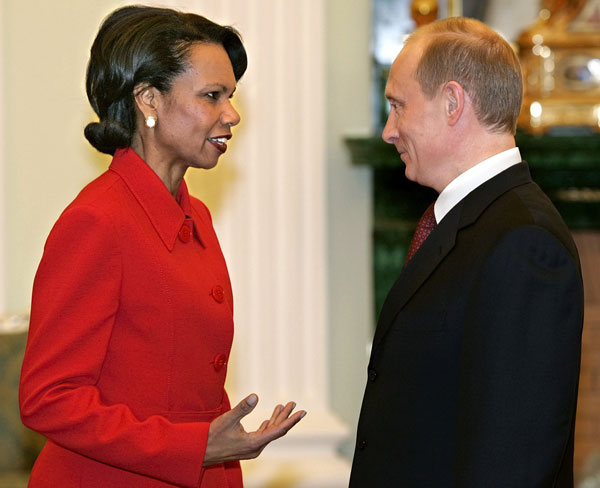
Condoleezza Rice con Vladimir Putin nell'aprile 2005

È stata nominata da Bush, il 16 novembre 2004, a succedere a Colin Powell al Dipartimento di Stato degli Stati Uniti d'America; nel ruolo di Consigliere per la Sicurezza Nazionale viene rimpiazzata da Stephen Hadley.

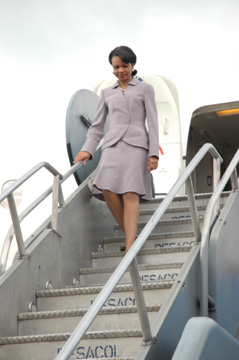
Condoleezza Rice arriva a Bogotà, Colombia

Il 26 gennaio 2005 il Senato conferma la nomina con 85 voti a favore e 13 contro, e Condoleezza Rice ha giurato come 66° Segretario di Stato. Il grande numero di voti contrari (si tratta del più alto numero di voti contrari per la nomina di un segretario di Stato dal 1825) provenne da quei senatori che volevano così esprimere biasimo per "il fallimento di Rice e dell'amministrazione Bush in Iraq e nella lotta al terrorismo". Il punto fondante di tale critica, secondo tali senatori, era che Rice aveva agito irresponsabilmente equiparando il regime di Hussein al terrorismo islamico.
Rice ha riformato gli obiettivi del Dipartimento di Stato, nonché la diplomazia statunitense nel suo complesso, dando sostegno all'affermazione di governi democratici e di valori americani universali.
Al termine del suo mandato il 9 gennaio 2009, il segretario di Stato Rice ha visitato un totale di 85 paesi.

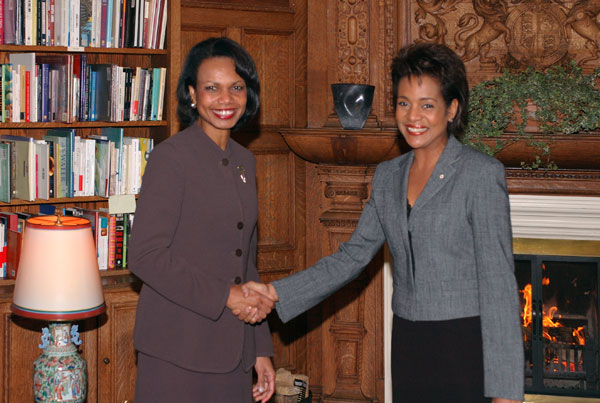
Rice con Michaëlle Jean, durante una visita in Canada.

##### Rapporti con l'Europa

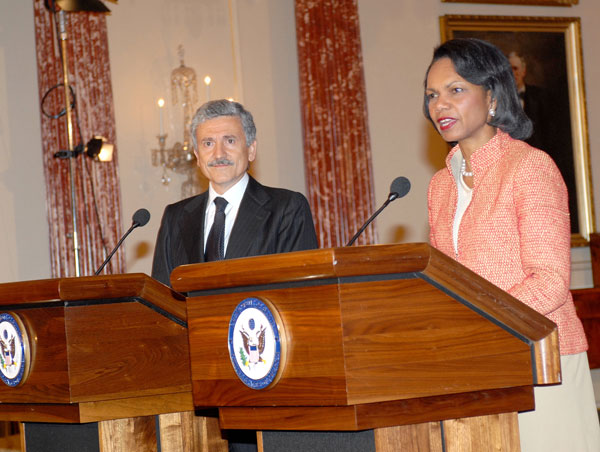
Massimo D'Alema insieme a Condoleezza Rice il 16 giugno 2006.

Nel dicembre 2005, durante un viaggio nei paesi alleati, ha dovuto giustificare dinanzi al Consiglio d'Europa e all'opinione pubblica europea l'esistenza di prigioni segrete della CIA in Europa e l'uso di aeroporti europei per i sequestri e i trasferimenti coatti dei prigionieri sospettati di terrorismo.
Nell'aprile 2005 aveva invocato il cambiamento politico in Bielorussia, definita "l'ultima dittatura d'Europa".

##### Vicino Oriente
Nel giugno 2005, durante un discorso presso l'Università Americana del Cairo, ha criticato l'allora presidente egiziano Hosni Mubarak, auspicando da parte sua la promozione di riforme democratiche ed elezioni eque e trasparenti. In risposta al programma nucleare iraniano, ha contribuito ad organizzare un regime di isolamento diplomatico contro l'Iran, invitando l'ONU ad approvare a più riprese sanzioni unilaterali di varia natura nei confronti di quel paese.
Rice ha svolto un ruolo centrale nell'apertura di un canale diplomatico tra l'esercito israeliano e gli Hezbollah libanesi durante la seconda guerra israelo-libanese del 2006, chiedendo un cessate il fuoco al premier israeliano Ehud Olmert dopo il bombardamento di Cana. Nel luglio 2006, in un viaggio a Gerusalemme, ha dichiarato: "è giunto il tempo per un nuovo Medio Oriente. I popoli di questa regione hanno vissuto troppo a lungo nella paura, nel terrore e nella violenza".
Nel settembre 2008 ha incontrato Muʿammar Gheddafi, nella prima visita di un segretario di Stato in Libia dal 1953.

##### Russia
Nell'aprile 2005, Rice ha compiuto un viaggio in Russia, durante il quale ha sollevato tiepidamente la questione del mancato rispetto dei diritti umani e della libertà di stampa da parte del governo, pur definendo la Russia un partner importante. Sei mesi più tardi, Stati Uniti, Russia, Cina, Giappone e Corea del Sud hanno promesso forniture di carburante alla Corea del Nord in cambio dell'abbandono del programma nucleare e la firma del trattato di non proliferazione nucleare.
Allo scoppio della seconda guerra in Ossezia del Sud nell'agosto 2008, Rice ha attaccato apertamente la Russia accusandola di essere sempre più autoritaria all'interno e aggressiva all'estero, e rimettendo in discussione l'adesione di Mosca all'Organizzazione mondiale del commercio.

### Ritorno alla vita privata
A dispetto di alcune voci che la davano in corsa come possibile Vicepresidente del candidato repubblicano alle elezioni John McCain, dopo la conclusione dell'amministrazione Bush e l'elezione di Barack Obama Rice non ha più ricoperto incarichi politici ed è tornata ad insegnare Scienze Politiche alla Stanford University, pur restando membro di influenti think-tank repubblicani come la Hoover Institution.
Ha supportato Mitt Romney nelle elezioni primarie del Partito Repubblicano del 2012.

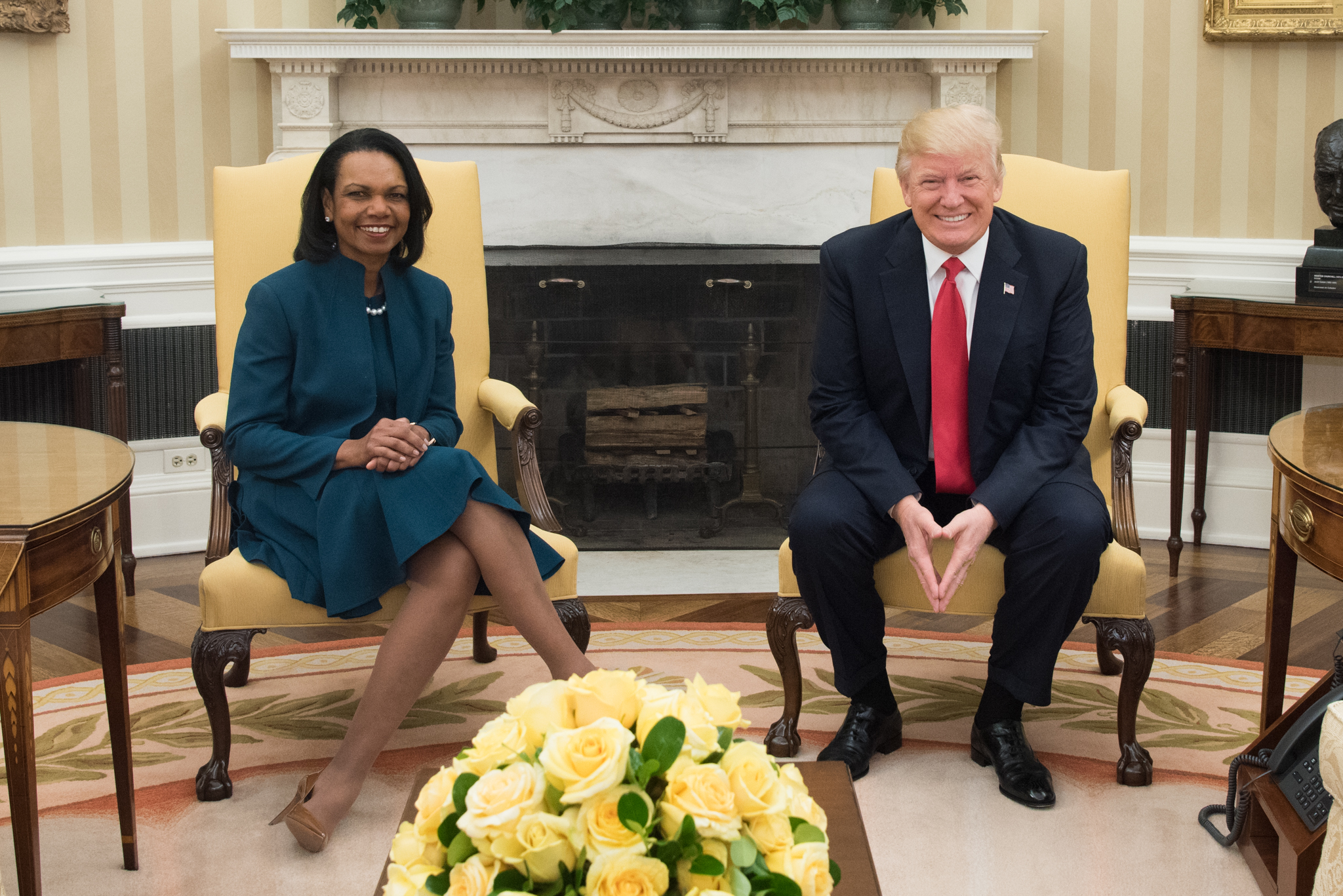
Condoleezza Rice con il Presidente Donald Trump, 31 marzo 2017

Ha fatto parte dei consigli di amministrazione della Chevron Corporation, Transamerica Corporation ed Hewlett-Packard; ha prestato servizi di consulenza per ExxonMobil.
Dal 2014 siede nel CdA di Dropbox.
Il 27 gennaio 2015, in occasione del funerale del re Abd Allah dell'Arabia Saudita, Condoleezza Rice non ha velato il suo viso o la sua testa, come anche Michelle Obama, Hillary Clinton e Angela Merkel, venendo meno alla consuetudine saudita che intima alle donne di coprirsi il capo.
Nel maggio del 2017, Rice ha affermato che il presunto coinvolgimento russo nella diffusione di migliaia di messaggi di posta elettronica violati dal Comitato Nazionale Democratico (DNC) sulla campagna di Hillary Clinton, non dovrebbe assolutamente costituire fonte di delegittimazione della presidenza di Donald Trump.

## Pubblicazioni
- Nel 2010 ha pubblicato un libro di memorie sulla sua vita in famiglia, intitolato Extraordinary Ordinary People, edito da Random House.
- Nel 2011 ha pubblicato un libro di memorie sulla sua esperienza politica dal titolo No Higher Honor: A Memoir of My Years in Washington, edito da Crown Archetype, in cui racconta delle tensioni tra i componenti dell'amministrazione Bush e dei suoi contatti con vari leader internazionali quando era Segretario di Stato.

## Critiche

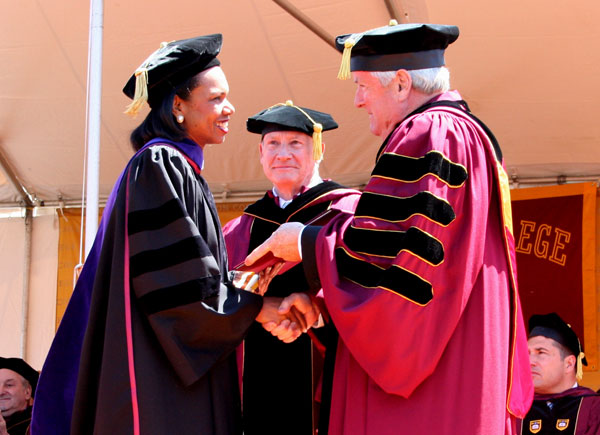
Condoleezza Rice riceve una laurea honoris causa al Boston College

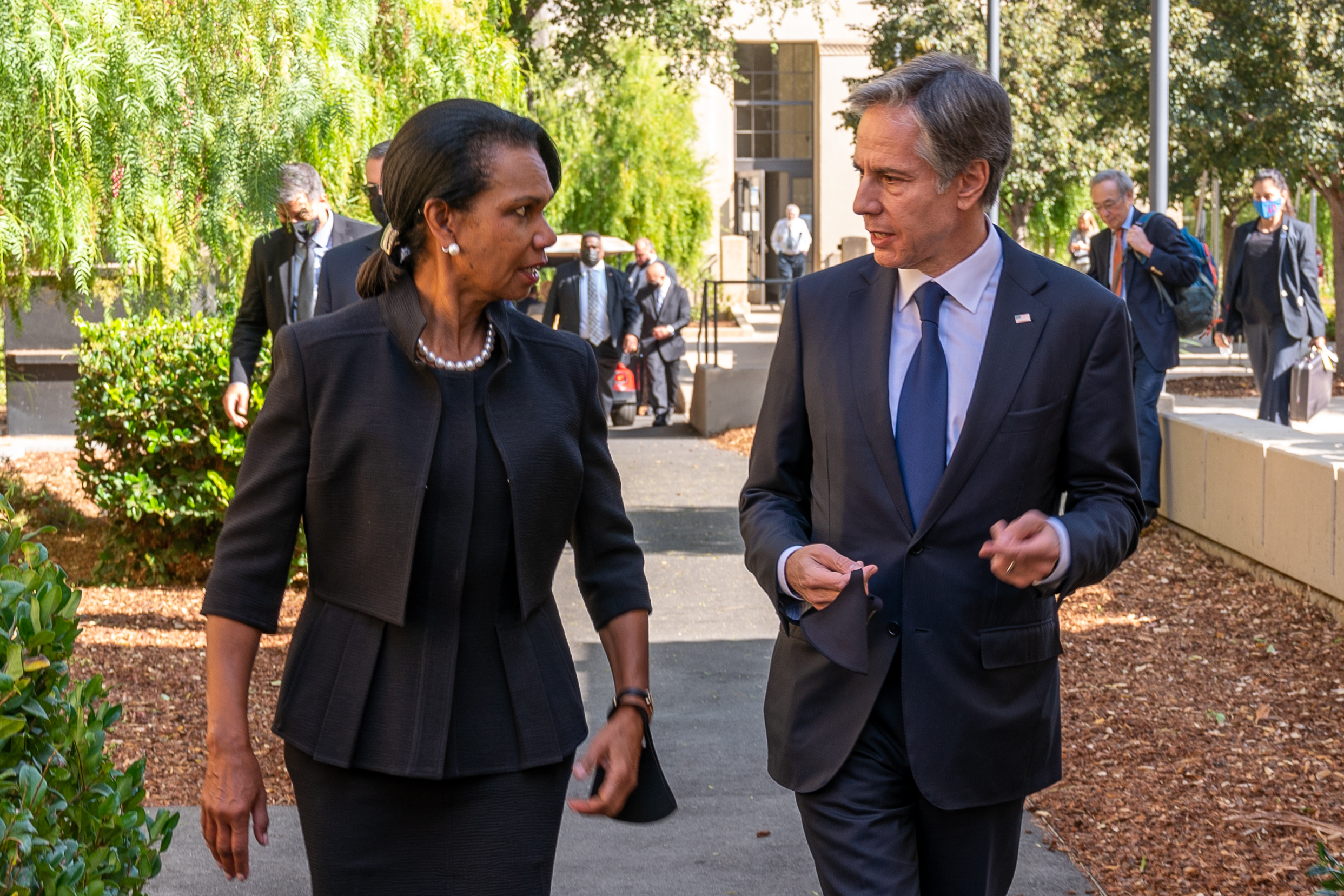
Rice insieme ad Antony Blinken in California, ottobre 2021.

Rice è stata criticata per la sua attività durante la presidenza di George W. Bush sia all'interno degli Stati Uniti sia all'estero in relazione alla guerra contro l'Iraq. Proteste, ad esempio, si sono avute per una sua visita all'Università di Princeton e al Boston College. Analoghe manifestazioni di protesta si sono avute anche all'estero.
Nell'aprile 2009, il Senato degli Stati Uniti ha rivelato che Condoleezza Rice aveva autorizzato l'uso di metodi di tortura "muscolare"; in proposito, Human Rights Watch ha chiesto invano l'apertura di un'indagine a suo carico.

## Vita privata
Negli anni 1970, Rice ha avuto una breve relazione con il giocatore di football Rick Upchurch. Non si è mai sposata e non ha avuto figli. Si è dichiarata moderatamente favorevole all'aborto, sebbene creda che lo Stato non debba imporre alle parti il proprio punto di vista. È una fan dei Led Zeppelin, il suo gruppo musicale preferito.

## Nei media
- Nel film per la televisione del 2003, diretto da Brian Trenchard-Smith, DC 9/11: Time of Crisis, regia di, che rievoca gli attentati dell'11 settembre 2001, Condoleezza Rice viene interpretata da Penny Johnson Jerald.
- Nel film del 2018 diretto da Adam McKay, Vice - L'uomo nell'ombra (Vice), Rice viene interpretata da LisaGay Hamilton.
- Nei tre episodi finali della prima stagione, trasmessa nel 2018, della serie televisiva The Looming Tower, Rice viene impersonata dall'attrice Eisa Davis.